# Kozjak (See)
Kozjak ist der größte und tiefste See der Gruppe der „Oberen Seen“ im Nationalpark Plitvicer Seen in der kroatischen Gespanschaft Lika-Senj, unweit der Grenze zu Bosnien und Herzegowina.
Der Name „Kozjak“ kommt von Ziegen, die der Legende nach vor Wölfen entkommen sind und sich beim See verirrten.

## Geographie
Der Kozjak-See befindet sich auf einer Höhe von etwa 534 Metern, ist 46,4 Meter tief und besitzt eine Fläche von circa 81,5 Hektar. Dabei hat er eine Länge von 2,35 Kilometern und eine Breite von 135 bis 670 Metern. Er liegt an der Grenze der „Oberen“ und „Unteren Seen“ und entstand durch die natürliche Überflutung des Wasserfalls und die Vereinigung der beiden Seen. Auf dem See befindet sich die Insel von Štefania.